# Giuseppe de Rossi
Giuseppe de Rossi († 5. Februar (?) 1610) war ein italienischer römisch-katholischer Geistlicher.
Er wurde am 11. März 1596 zum Bischof von Ugento ernannt. Am 29. März 1599 wurde er zum Bischof von L’Aquila ernannt. Am 12. September 1605 wurde er zum Erzbischof von Acerenza und Matera ernannt. Er blieb bis zu seinem Tod in diesem Amt.